# Jessica Kresa

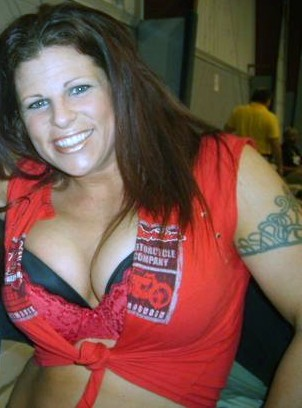
Kresa in Ohio Valley Wrestling

Jessica Nora Kresa, född 6 juni 1978, är en amerikansk professionell fribrottare och skådespelare, som är mer känd under artistnamnet ODB (som står för One Dirty Bitch/Broad). Hon arbetar för närvarande för Total Nonstop Action Wrestling.